# Epichrysomalla atricorpus
Epichrysomalla atricorpus is een vliesvleugelig insect uit de familie Eurytomidae. De wetenschappelijke naam is voor het eerst geldig gepubliceerd in 1915 door Girault.